# Kondensationsharz
Kondensationsharze sind  flüssige oder verflüssigbare Kunstharze, die – im Gegensatz zu Reaktionsharzen – mit Abspaltung von Nebenprodukten wie Wasser, also durch Polykondensation zu Duroplasten ausgehärtet werden können. 
Die Härtung erfolgt bei erhöhter Temperatur und Verarbeitungsdruck.
Zu ihnen zählen:
- Phenolharze,
- Aminoharze (Harnstoffharze und Melaminharze) und
- (gesättigte) Polyesterharze